# 1995年のコマーシャル
1995年のコマーシャルは、1995年（平成7年）に放送されたコマーシャルの一覧である。
1994年のコマーシャル - 1995年のコマーシャル - 1996年のコマーシャル

## 作品
| 商品名など                       | メーカーなど     | 出演者 |
| -------------------------------- | ---------------- | --- |
| アイスジン&ウオツカ              | サントリー       | 森高千里 |
| ポッキー四姉妹物語               | 江崎グリコ       | 清水美砂・牧瀬里穂・中江有里・今村雅美                                                                                       |
| モルツビール                     | サントリー       | MALT'S軍団（大沢啓二・江川卓・ランディ・バース・張本勲・山本浩二・高木豊・高橋慶彦・衣笠祥雄・川藤幸三・田尾安志・達川光男） |
| ジョージア                       | 日本コカ・コーラ | 飯島直子 |
| コンビニエンスストア             | ローソン         | 高嶋政伸・中山美穂・大塚寧々・長塚京三・由紀さおり・松本明子                                                                 |
| ニューオールドウイスキー         | サントリー       | 長塚京三・田中裕子ほか |
| フジカラー写ルンです（七福神編） | 富士写真フイルム | 観月ありさ・ウガンダ・ベンガル・神戸浩・佐藤正宏・赤星昇一郎・武野功雄                                                       |
| パルサー                         | 日産自動車       | 鶴田真由・野村宏伸 |
| ポケベル                         | NTT DoCoMo       | 葉月里緒菜・天衣織女ほか |
| ザ・カクテルバー                 | サントリー       | 永瀬正敏ほか |

### その他
- TBC / 北浦共笑
- ポカリスエット・大塚製薬 / 中山エミリ
- サカイ引越センター / 徳井優ほか
- NOVA英会話スクール / 山崎一ほか
- 簡易保険・郵政省 / 大塚寧々・蛭子能収
- クノールカップスープ・味の素 / 観月ありさほか
- ビックル・サントリー / 坂井真紀・志萱一馬・綿引勝彦
- ロートZi:リセ・ロート製薬 / 内田有紀ほか
- ワイドテレビPANORAMA・日本ビクター / 菅野美穂
- 海と、太陽の恵みで洗うボディソープ・資生堂 / 観月ありさ・小林由紀恵

## 出演者

### 女性
- 観月ありさ
- 大塚寧々
- 葉月里緒菜
- 西田ひかる
- 内田有紀
- 菅野美穂
- 森高千里
- 鶴田真由
- 高橋由美子
- 鈴木杏樹
- 中谷美紀
- 坂井真紀
- 常盤貴子
- 牧瀬里穂
- 一色紗英
- 井出薫
- 北浦共笑
- 中江有里
- 飯島直子
- 和久井映見

### 男性
- イチロー
- 永瀬正敏
- 福山雅治
- 所ジョージ
- 長塚京三
- 岸谷五朗
- 木村拓哉
- 藤井フミヤ
- 武田真治
- 大地康雄
- 野茂英雄
- 豊川悦司
- 中居正広
- SMAP
- 高橋克典
- 小室哲哉
- ハリソン・フォード
- 小沢健二
- 稲垣吾郎
- 反町隆史

### 新人
- 京野ことみ
- 北浦共笑
- 中山エミリ
- 松嶋菜々子
- イチロー
- 山口紗弥加
- 菅野美穂
- 奥菜恵
- 広末涼子
- 中村有紀
- 榎本加奈子
- ビビアン・スー
- こずえ
- 高橋玲奈
- 小嶺麗奈
- 雛形あきこ
- 建みさと
- 藤谷文子
- ともさかりえ
- 前田愛
- 星野真里

## 音楽
- GIN GIN GIN（オリジナル） / 森高千里（アイスジン・サントリー）
- Hey，VODKA（オリジナル） / 森高千里（アイスウオツカ・サントリー）
- 突然 / FIELD OF VIEW（ポカリスエット・大塚製薬）
- 人生変えちゃう夏かもね / 西田ひかる（アサヒ生ビールZ・アサヒビール）
- 抱きしめて! / 観月ありさ（海と、太陽の恵みで洗うボディソープ・資生堂）
- なんとなく なんとなく / 井上順（パルサー・日産自動車）
- キレイだね / 小野正利（ワーキレーガソリン・日本石油）
- 夜がくる-WHEN THE NIGHT COMING- / マーク・HAMA（ニューオールドウイスキー・サントリー）
- Forever Friends / REMEDIOS（ワイドテレビPANORAMA・日本ビクター）
- Joy to the love(globe) / globe（CYNOS・トヨタ自動車）
- 北海道はどこにある（オリジナル） / 牧瀬里穂&ゴンチチ（サッポロ北海道生ビール・サッポロビール）
- Over Drive / JUDY AND MARY（カローラツーリングワゴン・トヨタ自動車）
- 勉強しまっせ～引越しのサカイ（オリジナル）（サカイ引越センター）
- 孫悟空のテーマ（オリジナル）（日本ビクター孫悟空）
- 息子 / 奥田民生（日本コカ・カーラ）
- ハト麦、玄米、月見草～爽健美茶（オリジナル）（爽健美茶・日本コカ・コーラ）
- 不思議な世界 / 宇徳敬子（お～いお茶・伊藤園）
- HAPPY WAKE UP! / 観月ありさ（クノールカップスープ・味の素）
- 情熱男・灼熱女 / 永岡昌憲（コカ・コーラ夏キャンペーン・日本コカコーラ）
- 明日は明日の風が吹く / 内田有紀（カルピスウォーター・カルピス食品工業）